# Drew Courtney
Pour les articles homonymes, voir Courtney.
Drew Courtney  est un surfeur professionnel australien né le 26 janvier 1979 à Gosford en Nouvelle-Galles du Sud en Australie.